# Gerani (Platanias)
Gerani (griechisch Γεράνι (n. sg.)) ist ein Dorf der Gemeinde Platanias in der griechischen Region Kreta und gleichzeitig Verwaltungssitz der Gemeinde Platanias. 
Gerani liegt an der Nordküste Kretas und liegt 13 km westlich von Chania in einem grünen Tal mit Oliven und Zitrus-Hainen. Der Strand (Blaue Flagge) vor dem Dorf hat eine Länge von 2,5 km und ist ein Schutzgebiet für die Karettschildkröten, die während der Sommer-Saison von Mai bis September hier ihre Eier ablegen.